# تاریخ یوآن
تاریخ یوآن (元史) یکی از آثار تاریخی رسمی چینی شناخته شده به عنوان بیست و چهار تاریخ چین است. متن این کتاب تاریخی طبق سنت سیاسی، دربار دودمان مینگ، در سال ۱۳۷۰ توسط اداره رسمی تاریخ دودمان مینگ، تحت رهبری سونگ لیان (۱۳۱۰–۱۳۸۱) نوشته شد.

## چیدمان و محتویات
این اثر تاریخی شامل ۲۱۰ فصل است که تاریخ دودمان یوآن از زمان چنگیز خان چنگیز خان (۱۱۶۲–۱۲۲۷) تا آخرین امپراتور یوان، طغون تیمور و پایان دودمان یوآن در سال ۱۳۶۸ را در بر می‌گیرد.
فصول به نوبه خود به ترتیب زیر تقسیم می‌شوند:
۴۷ زندگینامه از امپراتوران، جزئیات زندگی امپراتوران یوان - از جمله خان‌های مغولان قبل از دودمان یوان - چنگیز، اوگتای خان، گیوک خان و منگوقاآن
۵۸ رساله، جزئیات تاریخ اجتماعی، اقتصادی، قوانین و آیین‌ها
۸ جدول وقایع
۹۷ زندگینامه، با جزئیات بیشتر در مورد افرادی غیر امپراتوران دوران
رساله‌ها شامل بخش جغرافیا هستند، که شامل دوره‌های ۵۸–۶۳ است. شرح تقسیمات اداری سلسله یوان. بخش انتخاب مقامات شامل دوره ۸۱–۸۴، توصیف سیستم آموزش و امتحانات. بخش ۸۱ شامل ویرایش‌های امپراتوری است که در سال ۱۲۹۱ تنظیم شده و در مورد تنظیم تأسیس مدارس و آکادمی‌ها است. لائوی توضیحی در مورد برخی اصطلاحات کلیدی مورد استفاده در این بخش از تاریخ یوان و چگونگی ارتباط آن با موضوعات زمان ارائه می‌دهد.

## گردآوری
تاریخ یوان نخستین بار در سال دوم سلطنت هونگ‌وو (۱۳۶۹) توسط امپراتور سفارش داده شد و با استفاده از موادی مانند سوابق تاریخی دربار سلسله یوان که در خان بالق ذخیره شده و توسط جو تاتسو تسخیر شده بود، استفاده شد. گروه ۱۶ نفره، به سرپرستی سونگ لیان و صدراعظم لی شانچانگ، سرپرست محققان وانگ یی (王 禕) (۱۳۲۱–۱۳۷۲)، ژائو شون (趙 壎) و دیگران بود.
اولین پیش نویس تاریخ را طی چند ماه تدوین کردند. با توجه به کمبود سوابق دربار برای سال‌های آخر سلسله یوان، جهت تهیه مواد تاریخی بیشتر در تدوین این مجموعه باید مکث می‌شد. در سال ۱۳۷۰، پس از کمیسیون دوم، تاریخ یوان با مواد جدید تکمیل شد. درمجموع، ۲۱۰ فصل این کتاب فقط ۳۳۱ روز طول کشید تا تألیف شود. تاریخچه یوان در بین تاریخ‌های رسمی منحصر به فرد است به این دلیل که هیچ تفسیری یا ارزیابی از موضوعات بیوگرافی توسط گردآورندگان ارائه نشده‌است.